# 巴拉德 (加利福尼亞州)
巴拉德（英語：Ballard）是位於美國加利福尼亞州聖巴巴拉縣的一個人口普查指定地區。

## 地理
巴拉德的座標為34°38′04″N 120°06′56″W / 34.63444°N 120.11556°W，而該地最高點為海拔高度197米（即646英尺）。

## 人口
根據2010年美國人口普查的數據，巴拉德的面積為3.06平方千米，均為陸地。當地共有人口467人，而人口密度為每平方千米152人。